# Amphoe Mueang Chumphon
Amphoe Mueang Chumphon (thailändisch อำเภอเมืองชุมพร) ist ein Landkreis (Amphoe – Verwaltungs-Distrikt) in der Provinz Chumphon. Die Provinz Chumphon liegt in der Südregion von Thailand. 
Chumphon heißt die Hauptstadt des Landkreises Mueang Chumphon, sie ist gleichzeitig die Hauptstadt der Provinz Chumphon.

## Geographie
Benachbarte Distrikte (von Süden im Uhrzeigersinn): Amphoe Sawi der Provinz Chumphon, Amphoe Kra Buri der Provinz Ranong sowie die Amphoe Tha Sae und Pathio wiederum in der Provinz Chumphon.

## Verwaltung

### Provinzverwaltung

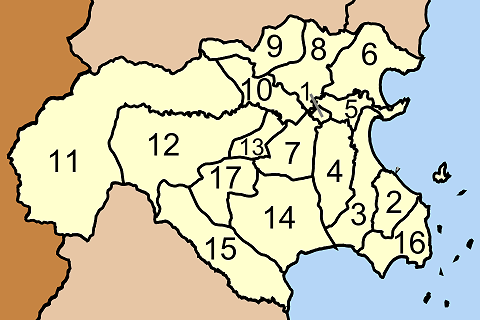
Übersichtskarte der Tambon

Amphoe Mueang Chumphon ist in 17 Gemeinden (Tambon) eingeteilt, welche weiterhin in 165 Dörfer (Muban) unterteilt sind.
| Nr. | Name          | Thai     | Muban | Einw.  |  | Nr. | Name          | Thai     | Muban | Einw.  |
| --- | ------------- | -------- | ----- | ------ |  | --- | ------------- | -------- | ----- | ------ |
| 1.  | Tha Taphao    | ท่าตะเภา  | 0-    | 11.456 |  | 10. | Wang Phai     | วังไผ่     | 13    | 11.658 |
| 2.  | Pak Nam       | ปากน้ำ    | 10    | 13.554 |  | 11. | Wang Mai      | วังใหม่    | 09    | 08.797 |
| 3.  | Tha Yang      | ท่ายาง    | 11    | 09.978 |  | 12. | Ban Na        | บ้านนา    | 13    | 08.837 |
| 4.  | Bang Mak      | บางหมาก  | 13    | 13.414 |  | 13. | Khun Krathing | ขุนกระทิง  | 08    | 04.106 |
| 5.  | Na Thung      | นาทุ่ง     | 10    | 11.305 |  | 14. | Thung Kha     | ทุ่งคา     | 11    | 07.013 |
| 6.  | Na Cha-ang    | นาชะอัง   | 09    | 06.385 |  | 15. | Wisai Nuea    | วิสัยเหนือ  | 12    | 06.285 |
| 7.  | Tak Daet      | ตากแดด   | 09    | 10.979 |  | 16. | Hat Sai Ri    | หาดทรายรี | 07    | 04.067 |
| 8.  | Bang Luek     | บางลึก    | 12    | 08.424 |  | 17. | Tham Sing     | ถ้ำสิงห์    | 06    | 03.281 |
| 9.  | Hat Phan Krai | หาดพันไกร | 12    | 05.429 |  |     |               |          |       |        |

### Lokalverwaltung
Chumphon (เทศบาลเมืองชุมพร) ist eine Stadt (Thesaban Mueang) im Landkreis, sie umfasst den gesamten Tambon Tha Taphao und Teile der Tambon Bang Mak, Na Thung, Tak Daet, Khun Krathing and Wang Phai.
Es gibt weiterhin neun Kleinstädte (Thesaban Tambon): 
- Wang Phai (เทศบาลตำบลวังไผ่) besteht aus Teilen des Tambon Wang Phai.
- Bang Luek (เทศบาลตำบลบางลึก) besteht aus dem gesamten Tambon Bang Luek.
- Na Cha-ang (เทศบาลตำบลนาชะอัง) besteht aus dem gesamten Tambon Na Cha-ang.
- Khun Krathing (เทศบาลตำบลขุนกระทิง) besteht aus Teilen des Tambon Khun Krathing.
- Bang Mak (เทศบาลตำบลบางหมาก) besteht aus Teilen des Tambon Bang Mak.
- Paknam Chumphon (เทศบาลตำบลปากน้ำชุมพล) besteht aus Teilen des Tambon Paknam.
- Tha Yang (เทศบาลตำบลท่ายาง) besteht aus dem gesamten Tambon Tha Yang.
- Hat Sai Ri (เทศบาลตำบลหาดทรายรี) besteht aus dem gesamten Tambon Hat Sai Ri.
- Wang Mai (เทศบาลตำบลวังใหม่) besteht aus dem gesamten Tambon Wang Mai.

Außerdem gibt es neun „Tambon-Verwaltungsorganisationen“ (TAO, องค์การบริหารส่วนตำบล) für die Tambon oder die Teile von Tambon im Landkreis, die zu keiner Stadt gehören.